# تنگی دریچه آئورت
تنگی دریچه آئورت (به انگلیسی: Aortic stenosis)  اغلب در اثر تنگی مادرزادی یا احتمالاً به‌علت آهکی شدن (کلسیفیکاسیون) دریچه به‌دنبال تب روماتیسمی ایجاد می‌شود. آئورت بزرگترین سرخرگ بدن می‌باشد که خون را از بطن چپ قلب دریافت و به اعضای بدن می‌رساند. در ابتدای محل خروج آئورت از بطن چپ، دریچه آئورت (دریچه سینی آئورتی) قرار دارد. کار دریچه آئورت این است که هنگام انبساط بطن چپ بسته شده و مانع از برگشت خون از آئورت به قلب می‌شود.
علائم تنگی دریچهٔ آئورت بی‌حالی، درد قفسهٔ سینه و تنگی نفس هستند که همه به‌دلیل عدم توانائی قلب برای تأمین خون کافی بدن بروز می‌کنند. از عوارض تنگی دریچه آئورت هیپرتروفی بطن چپ و نارسایی قلبی است.

## تشخیص و درمان
در سمع قلب ما صدای اضافی (سوفل سیستولیک لوزی شکل) داریم و در اکوکاردیوگرافی (پژواک‌نگاری قلب) کاهش سرعت خروج خون از بطن چپ را مشاهده می‌کنیم.
درمان غیر دارویی با جراحی قلب و تعویض دریچه آئورت است. برای تعویض دریچه هم از دریچه مصنوعی (سنتتیک) و هم از دریچه طبیعی استفاده می‌شود.